# مغان جوق
مغان‌ جوق هي قرية في مقاطعة سلماس، إيران. عدد سكان هذه القرية هو 2,963 في سنة 2006.